# Eppenrod
Eppenrod település Németországban, Rajna-vidék-Pfalz tartományban. Lakosainak száma 737 fő (2023. december 31.). Eppenrod Isselbach és Hirschberg községekkel határos.

## Népesség
A település népességének változása:
| Lakosok száma | 479  | 715  | 700  | 729  | 745  | 737  |
|               | 1975 | 2017 | 2019 | 2021 | 2022 | 2023 |